# Edmond Coignet

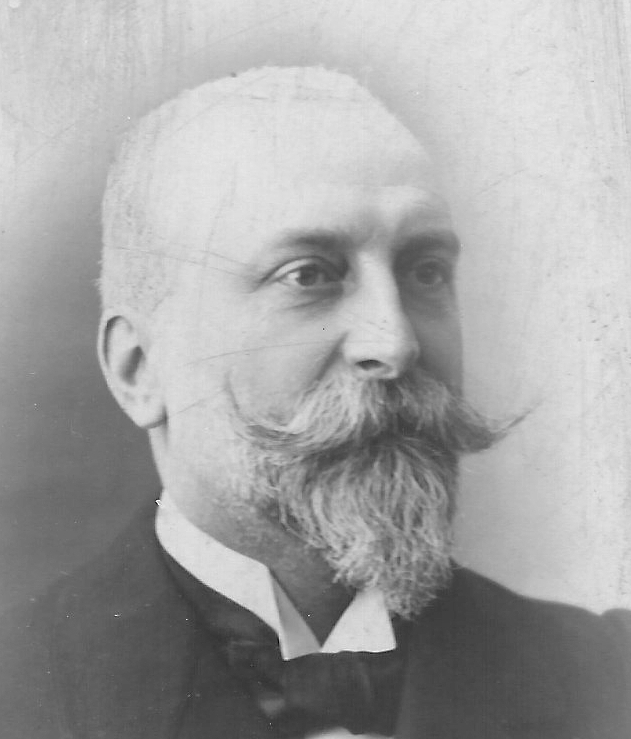
Edmond Coignet (1856–1915)

Edmond Coignet (* 4. Juli 1856 in Ville-d’Avray; † 29. März 1915 in Paris) war ein französischer Bauingenieur, der die ersten Stahlbetonbauten in Paris errichtete.

## Leben
Edmond Coignet war der Sohn des Stahlbeton-Pioniers und Unternehmers François Coignet (wobei der Stahlbeton von diesem Béton aggloméré genannt wurde). Er studierte an der École centrale des arts et manufactures, die er 1879 abschloss. In den 1890er Jahren entwickelte er mit Napoléon de Tédesco (1848–1922) Bemessungsregeln für Stahlbeton, die sie 1894 vor der Académie des sciences et la Société des ingénieurs civils präsentierten. Etwa um die gleiche Zeit stellten auch Gustav Adolf Wayss und Mathias Koenen (Zentralblatt der Bauverwaltung 1886, Monierbroschüre mit Wayß 1887) in Deutschland und Paul Neumann (1890) in Österreich Berechnungsansätze vor. Sie stellten auch Versuche zum Stahlbeton an.
Coignet stellte sein Familienunternehmen auf Hochbau und Stahlbeton-Fertigbauteile um (die Firma Constructions Edmond Coignet). Coignet wandte seine Berechnungsverfahren zuerst beim Bau des Aquädukts von Achères an und war dann mit Stahlbetonteilen bei der Kuppel des Bahnhofs von Antwerpen, der Adolphe-Brücke in Luxemburg und dem Casino in Biarritz beteiligt. In Paris errichtete er einige der ersten Stahlbetonbauten mit dem Architekten Jacques Hermant (1855–1930), das Magasin aux Classes Laborieuses in der Rue Saint-Martin 1899 und der Salle Gaveau in der Rue Saint-Honoré. Bis zu seinem Tod war er Präsident der Handelskammer in Lyon.

## Schriften
- mit Napoléon de Tedesco: Du calcul des ouvrages en ciment avec ossature métallique. In: Mémoires de la Société des ingénieurs civils de France, 1894, S. 282–363; cnam.fr